# Sandra
Sandra je ženské jméno pocházející z italštiny. Je to zkrácená varianta jména Alessandra a znamená „ochránkyně mužů“. Je stvořeno ze slova ανηρ (anér) "muž", "člověk" a ἀλέξειν (alexein) "bránit". V italštině se též používá mužská varianta, Sandro. Stejná jména Alexandra i Saša.

## Domácké podoby
Sandy, Sany, Sanny, Sáňa, Sandruška, Sandruš, Sandřička, Sanynka

## Statistické údaje
Následující tabulka uvádí četnost jména v ČR a pořadí mezi ženskými jmény ve srovnání dvou roků, pro které jsou dostupné údaje MV ČR – lze z ní tedy vysledovat trend v užívání tohoto jména:
| Rok       | Četnost    | Pořadí   |
| 1999      | 3670       | 134.     |
| 2002      | 3893       | 133.     |
| Porovnání | o 223 více | o 1 lépe |

Změna procentního zastoupení tohoto jména mezi žijícími ženami v ČR (tj. procentní změna se započítáním celkového úbytku žen v ČR za sledované tři roky) je +6,9%, což svědčí o poměrně značném nárůstu obliby tohoto jména.

## Jméno Sandra v jiných jazycích
- Italsky: Sandra
- Francouzsky: Sandra, Sandrine

## Datum jmenin
- Český kalendář: 23. srpna

## Známé nositelky jména
- Sandra Bullock – americká herečka
- Sandra Cretu – německá zpěvačka
- Sandra Kleinová – česká tenistka
- Sandra Klemenschits – rakouská tenistka
- Sandra Mann – německá umělkyně
- Sandra Nasic – zpěvačka rockové skupiny Guano Apes
- Sandra Nováková – česká herečka
- Sandra Oh – kanadská herečka
- Sandra Pogodová – česká herečka
- Sandra Roelofs – první dáma Gruzie
- Sandra Záhlavová – česká tenistka
- Sandra Zaniewska – polská tenistka